# Vertige de la chute
Vertige de la chute (bra: Ressaca) é um documentário franco-brasileiro de 2018 dirigido por Patrizia Landi e Vincent Rimbaux. O filme aborda a luta dos funcionários do Theatro Municipal do Rio de Janeiro em meio a crise econômica e politica do estado.
Ressaca foi exibido no Canal Brasil em 24 de maio de 2021, e está disponível na plataforma de streaming Globoplay.

## Enredo
Rodado inteiramente em preto e branco, o documentário conta o cotidiano dos profissionais do Theatro Municipal do Rio de Janeiro em 2017, quando o então governador Luiz Fernando Pezão suspendeu os salários dos funcionários da instituição.

## Prêmios e indicações
| Ano  | Prêmio             | Categoria                      | Indicado                         | Resultado | Ref   |
| ---- | ------------------ | ------------------------------ | -------------------------------- | --------- | ----- |
| 2019 | Festival do Rio    | Melhor Direção de Documentário | Patrizia Landi e Vincent Rimbaux | Venceu    |       |
| 2019 | Festival do Rio    | Melhor Documentário            | Vertige de la chute              | Venceu    |       |
| 2020 | Emmy Internacional | Melhor Programa Artístico      | Vertige de la chute              | Venceu    | [ 4 ] |